# Rolf Lislevand
Rolf Lislevand (* 30. Dezember 1961 in Oslo) ist ein norwegischer Lautenist und Gitarrist.

## Biografie
Rolf Lislevand begann 1980 das Studium der klassischen Gitarre an der staatlichen Musikhochschule Oslo. Anschließend setzte er seine Studien an der Schola Cantorum Basiliensis fort, die er 1987 abschloss. Studienfächer waren Historische Aufführungspraxis, Laute, fünfchörige Barockgitarre und Theorbe bei Eugen M. Dombois und Hopkinson Smith.
Lislevand ließ sich in Verona nieder und gründete dort das „Ensemble Kapsberger“. Seine erste CD-Aufnahme widmete er vollständig der italienischen Musik des Frühbarock von Johann Hieronymus Kapsberger, die ihm in Frankreich den Diapason d’or des Jahres 1994 und den Choc – Le Monde de la musique einbrachte. Seitdem folgten weitere Einspielungen unter dem Titel „Encuentro“ mit Werken von Gaspar Sanz und Antonio de Santa Cruz, „Santiago De Murcia Codex“ und „Alfabeto“.
Er arbeitet häufig mit verschiedenen Alte-Musik-Ensembles, darunter Jordi Savall und dessen Hespèrion XXI oder dem „Le Concert des Nations“ zusammen. Mit eigenen Formationen ist er ständiger Gast bei internationalen Alte-Musik-Festspielen, wie beispielsweise beim Edinburgh Festival, dem „Festival Musica Antiqua“ Brügge oder beim „Festival Oude Muziek“ in Utrecht. Inzwischen ist er einer der bekanntesten Interpreten für spanische Renaissancemusik und Musik des ausgehenden Mittelalters, auch auf der Vihuela.
Rolf Lislevand erhielt 1993 einen Lehrauftrag für Laute und historische Aufführungspraxis an der staatlichen Hochschule für Musik Trossingen. Zu seinen dortigen Schülern gehörten mit Maria Ferré und Mirko Arnone zwei spätere Mitglieder des Kammermusikensembles L’Art du Bois.

## Diskografie (Auswahl)
Neben den zahlreichen Aufnahmen in Zusammenarbeit mit Jordi Savall:
- Werke für Laute von Johann Sebastian Bach (BWV 995, BWV 997, BWV 1000, BWV 1006a) (Naive, 2000)
- Werke für Laute von E.und D. Gaultier, Mezangeau, Dufault, Gallot, Mouton, Boquet (Naive, 2003)
- „Nuove Musiche“: Musik aus dem Italien des frühen 17. Jahrhunderts; u. a. mit: Arianna Savall (Harfe), Pedro Estevan (Perkussion), Marco Ambrosini (Nickelharfe) (ECM 2005)

| Personendaten    | Personendaten                        |
| ---------------- | ------------------------------------ |
| NAME             | Lislevand, Rolf                      |
| KURZBESCHREIBUNG | norwegischer Gitarrist und Lautenist |
| GEBURTSDATUM     | 30. Dezember 1961                    |
| GEBURTSORT       | Oslo                                 |